# 蔡孝乾
蔡孝乾（1904年1月22日—1982年10月8日，曾化名蔡乾、楊明山、蔡前、陳純真、鄭敏捷、陳石峯、陳啟順、鄭昌華、鄭葆真、老鄭），中華民國陸軍少將，生於彰化縣花壇鄉，曾隨中國工農紅軍進行長征，第二次國共内戰結束後擔任中共台灣省工作委員會書記，1950年被中華民國國防部保密局逮捕入獄，後於獄中投誠並加入中國國民黨，因提供並破獲重大軍事情報有功於1956年破格晉升為中華民國國軍少將。
著有《江西蘇區·紅軍西竄回憶》、《毛澤東軍事思想研究》等書。

## 生平

### 早年經歷
1904年1月22日，蔡孝乾生於彰化花壇的蔡厝。年幼時父親蔡塗長年在外，母親林氏鉗臥病在床，蔡孝乾就讀彰化公學校時，在上課前會照顧母親與操持家務，導致上課經常遲到，被教師體罰。而後在教師於清晨時到他家中訪查時，才發現他照顧母親的事，而在當地享有孝名。
1918年從彰化公學校畢業，母親也在這年逝世。之後參加台中廳教員養成所講習會取得教員資格，1919年在彰化第二公學校任教，1920年轉埔姜崙公學校任教。1922年，任花壇公學校三家村分教場教員，1923年成為新成立的和美公學校新莊仔分教場主任。

### 日治時期左傾
1921年，參加林獻堂等人成立的台灣文化協會並因此發展出左傾思想，後成為左翼成員，抱持共產主義及中國統一思想。1923年，蔡孝乾與蔡惠如、彭華英、許乃昌等人組織「上海台灣青年會」，並擔任出版部幹部，後來青年會發生財政問題，在蔡孝乾的主持下搬離原址。1924年蔡孝乾受左傾思潮影響前往中國（中華民國），進入國共合作所產出的上海大學社會學系就讀，受業於瞿秋白、任弼時等教授，此時期受社會主義薰陶，加上感受到台籍菁英受到日本總督府的壓制，蔡孝乾逐漸成為台灣左翼尖兵，在新舊文學論戰中與張我軍唱和，並在報紙上展開中國前途的論戰。同年4月，再與蔡惠如、彭華英、許乃昌等人創立平社，出版《平平旬刊》；同年6月17日，在上海臺灣自治協會所舉辦之反對臺灣始政紀念會中登臺控訴日本暴虐的臺灣統治與其治下臺灣民眾的悲慘。同年11月和其他人將「上海臺灣自治協會」改組成「旅滬臺灣同鄉會」。1925年，為宣揚共產主義，和陳炎田、謝廉清等人合組「赤星會」，出版《赤星》雜誌。同年在台灣民報一九二五年三卷五號發表〈為臺灣的文學界續哭〉，主張臺灣的文學家應親自從中國、日本的新文學界中汲取養分。1926年蔡孝乾任台灣文化協會中央委員，參加反日本帝國主義運動。並在上海與張深切、林維金、洪緝洽成立了「台灣自治會」結識謝雪紅，蔡孝乾加入「台灣黑色青年同盟」，簡吉等另組台灣農民組合，1920年代末期東京台灣青年會左傾之後，台灣黑色青年同盟這個左翼組織與台灣文化協會連溫卿結合，台灣文化協會徹底左傾，1927年，蔡孝乾與王萬得等在彰化天公壇宣揚共產主義，不久遭日警檢舉，1927年2月蔡孝乾被捕入獄，12月獲釋。

### 加入共產黨

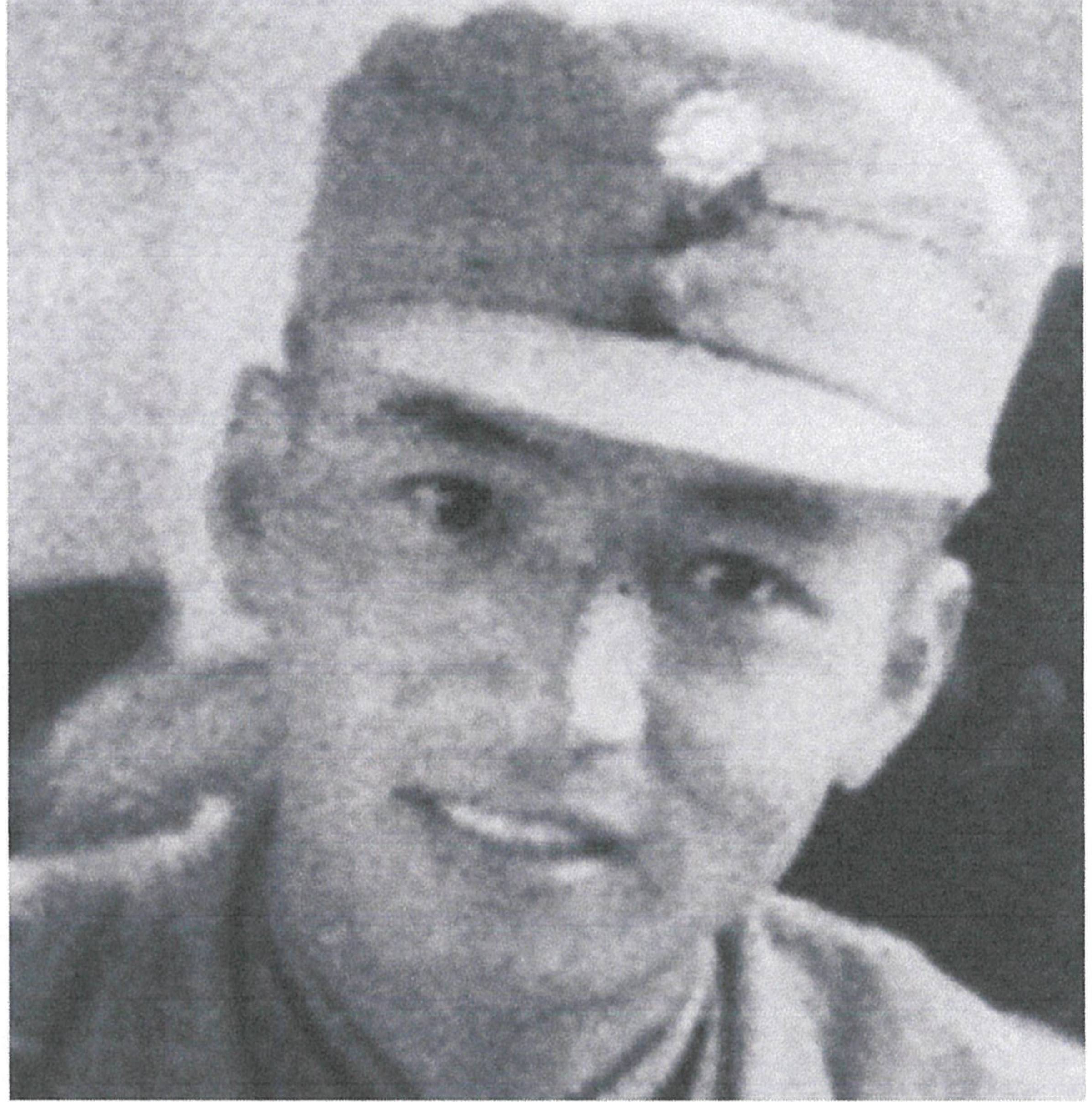
加入八路军的蔡孝乾

1925年，負笈上海求學的蔡孝乾被吸收加入中共共青團，並參與了台灣文化協會的左傾活動，1928年4月台灣共產黨在上海成立，蔡孝乾雖未出席，但被選為五位中央委員之一並成為中常委，自此由中共黨員轉為台共黨員，後來擔任中央委員兼宣傳部長。台灣文化協會分裂後由上大派王敏川主導，台灣文化協會成為台灣共產黨外圍組織。台灣共產黨成立不久就遭到日方搜捕，謝雪紅上海被捕引渡回台，為了躲避日警搜捕，1928年6月，蔡孝乾偷渡前往福建廈門轉往漳州，化名楊明山，任教於龍溪縣立女子中學、石碼中學。1929年10月左右，與劉月蟾結婚。1930年國民政府開始剿共，1931年台灣農民組合加強與台共的合作，遭日警檢舉搜捕而瓦解。
1931年中國共產黨在江西瑞金成立中華蘇維埃共和國，1932年4月中共紅軍佔領漳州，蔡孝乾受上海大學時的任弼時教授推薦，擔任紅一軍團政治部《戰士報》編輯，1931年5月國民政府在福建第四次剿共，蔡孝乾隨紅軍撤回江西「蘇區」，此時蔡孝乾化名蔡乾，擔任列寧師範學校教員與反帝總同盟主任。1934年，蔡孝乾當選中華蘇維埃中央委員，隨中國工農紅軍長征入延安，是唯一參與長征的台灣人。在遭圍剿的一年內，蔡孝乾的妻子劉月蟾與一對孿生子在逃難中失蹤。1935年10月中華蘇維埃中央政府到達延安，蔡孝乾任內務部長。1937年，對日抗戰爆發後蔡孝乾任國民革命軍第十八集團軍（八路軍）政治部敵工部長。1940年擔任解放軍政治部敵工部長。

### 返台
1945年九月，中日戰爭結束後，中國共產黨派遣蔡孝乾回臺，準備進行對臺工作。該年十二月，蔡孝乾抵達蘇北淮安，成立「臺灣省工作委員會」，選任洪幼樵、許閔嵐、張志忠、林英傑、唐海光等人為幹部。1946年，臺灣省工作委員會諸幹部先後抵臺，蔡孝乾於七月來臺後，開始與日治時期舊臺共如謝雪紅等人聯繫，並陸續聯絡廖瑞發、王天強、楊克煌、簡吉等人。 由蔡孝乾擔任最高負責人，陳澤民擔任副書記兼組織部長， 洪幼樵擔任宣傳部長，張志忠擔任武裝工作部長。
二二八事件前，全臺參與臺灣省工作委員會者僅七十餘人，二二八事件後快速成長。截至1950年蔡孝乾被捕之時，全臺省工委成員約九百人。

### 香港會議
1948年六月，蔡孝乾與核心幹部奉中共當局指示，前往香港參與工作會議，會議出席者包含劉曉、章天鳴、蔡孝乾、洪幼樵、陳澤民、張志忠、計梅真、郭琇琮、孫古平、李媽兜、李武昌、陳福添、朱子慧、李偉光、謝雪紅、楊克煌、唐海光等17人。該會議決議對臺工作需從長計議，以「臺人治臺」的名義號召臺灣人，並應團結外省人共同支持臺灣解放工作。同時，該會議也針對省工委未於二二八事件時把握時機串連老台共、擴大組織進行檢討，要求需加強黨組織工作。
香港會議上，原先認為「西螺事件」是臺灣黨脫離群眾的盲動主義，禁止日後再進行武裝活動。然而，隨著1949年國共局勢改變，臺灣省工委認為解放在即，各地開始準備武裝活動。此時，部分省工委組織已因《光明報》曝光而被破獲，但因省工委內部皆採單向聯繫，未即時接獲消息，蔡孝乾等人的活動持續。1949年底，因高雄省工委的破案，保密偵防組組長谷正文透過對案件當事人之一陳澤民的供詞，掌握蔡孝乾住處，隨後，於1950年1月29日捕獲蔡孝乾。

### 組織瓦解與變節
1949年四六事件後蔡孝乾妻子馬惠玲返回中國大陸，1949年8月光明報事件爆發，從台大法學院、基隆市工委會，全台大搜捕從台北到嘉義、台南、高雄、屏東，陳澤民於1949年10月31日遭逮捕。谷正文透過對陳澤民的偵訊，掌握蔡孝乾在台北的住處及省工委組織的相關線索。
1950年1月蔡孝乾在阿里山高一生處召開會議，會後讓簡吉帶妻妹馬雯鵑到台北市中山北路躲藏，之後又把她送到竹崎林立的醫院，1月29日返回泉州街住處時遭到逮捕，供出計梅貞與朱諶之及洪幼樵出境計畫。2月6日從台北大橋頭趁機脫逃，經由省工委多位幹部合作，在北部多處暫居數日，又輾轉匿居嘉義。期間多往返居住竹崎、番路等鄉。藏匿期間對於台北、台南及山地工作常派人聯絡指導，但無甚進展。4月27日再度被保密局逮捕。被捕後導致當時棲身的阿里山一帶的山地工作委員會也遭曝光。
蔡孝乾在受訊問時交代了省工委的組織情形、人事狀況等，同時供出以下多位省工會幹部：陳澤民、洪幼樵、許敏蘭(洪幼樵之妻)、張志忠、季澐(張志忠之妻)、林英傑、唐海光、莊五洲、崔正忠、林昆、謝富、孫古平、簡吉、林偉光等人。
蔡孝乾等主要領導人遭捕後，陳福星於1949年重整省工委會成為省工委首腦，退入苗栗三義山區持久對抗，1952年組織遭政府瓦解，並於1952年召開記者會宣布組織瓦解，1953年底獲得國防部核准自新。
蔡孝乾與省委等四人受執政當局要求，聯名發表為宣布解散中共台灣省工委組織告全省黨員書。此書由蔡孝乾擬綱要、洪幼樵起草，四位省委共同署名。內容提及省工委會從成立到遭破的過程，以及失敗的原因。該文勸告尚未遭捕的黨員迅速向政府自首與坦白一切組織關係，並停止組織活動。

### 晚年
蔡孝乾之後加入中國國民黨，任中华民国国防部保密局设计委员会委员；1952年又任职于国防部情报局匪情研究室，后升任该室少将副主任兼中华民国司法行政部调查局副局长。蔡和另外向中華民國政府投誠的陈泽民、洪幼樵等人长期被严加警卫，深居简出。
1982年10月在台灣的台北榮民總醫院病逝，葬於陽明山公墓。

## 相關事蹟

### 「自新」爭議
根據口述歷史，谷正文表示蔡孝乾初遭到嚴密審訊指甲遭拔除，後給予優待，谷正文觀察認為蔡孝乾重視享樂，因此後來給予較優待的對待後使他很快变节，供出大批中国共产党在台特务人员。
據龔德柏指出，蔡孝乾為「台共四大金剛」蔡孝乾、陳澤民、張志忠、劉志敬（洪幼樵之化名）中最無用、最無志之人：蔡孝乾被關在南所時，即曾大呼與其有染的小姨馬雯鵑，蔡被捕時，馬亦被捕，並在蔡家搜得保險套，法官問這是同誰用的，馬答不知，法官打她一個嘴巴，馬即供認係同蔡孝乾用的；後來特務谷正文即以將其與蔡孝乾同囚一室，以監房為陽台，以尋舊歡。保密局先使馬雯鵑投降，及後在馬雯鵑持續慫恿之下，不久蔡孝乾亦招供變節。
根據《消失的台灣醫界良心》，根據蘇友鵬醫師口述，蔡孝乾落網後就在郭琇琮對面的牢房，蔡孝乾曾經很有自信認為不會有太多受到牽連，郭琇琮對此很佩服。但隨著蔡孝乾及洪幼樵變節後，將組織悉數供出，每次提審蔡孝乾，就會多一批人進到軍法處，隨著越來越多人落網，郭琇琮在一次提審蔡孝乾時說：「蔡大哥，不要再說了，不要再擴大下去了」。
白色恐怖受難者、隸屬中共中央華東局領導的中國共產黨黨員張金爵認為：「因案坐牢的人，批評他在被捕之後，為了活命而出賣同志。這一點是見仁見智，因為如果真是那樣，他就不致於被拔指甲又被逼瘋了。說他英俊瀟灑、精明能幹、很能吃苦；這一點是公認的，尤其是他早年抗日文字的英勇表現，使『工委會』裡的領袖們服服貼貼。又說他太過好色，不會節制；這一點也是公認的。」
馬雯鵑被當局以「知匪不報」的罪名判處7年有期徒刑，後獲特赦減為2年10個月，2018年10月5日，促進轉型正義委員會促轉三字第1075300110B號函文，正式撤銷受難者林慶雲君等1,270人之刑事有罪判決暨其刑，其中（39）安澄字第 3634 號，有關馬雯鵑參加叛亂之組織之有罪判決暨其刑之宣告正式撤銷。

## 家族
蔡孝乾家族的祖籍為福建晉江（塔江），祖先約在清乾隆年間來台。祖父蔡華勳為私塾教師，父親蔡塗曾在台灣日治時期當過警察，但後來在1927年辭職，前往福建漳州李山火農場工作。蔡塗在那邊又娶妻生有二子，之後未返回台灣。
第一任妻子劉月蟾畢業於台灣的彰化高女，兩人在1929年10月左右結婚，與他育有一對雙胞胎。但後來劉月蟾與孩子在參加「長征」的過程中失蹤。
第二任妻子馬雯鵑與他在1952年結婚，次年（1953年）獨子蔡艾安出生。